# Cáceres, Tây Ban Nha
Cáceres là thủ phủ của tỉnh Cáceres, Extremadura, Tây Ban Nha (xem). Theo điều tra dân số năm 2007 đô thị này có dân số là 91.606 người (88.245 người năm 2004 và 90.750 năm 2006).

## Biến động dân số
| Dân số Cáceres | Dân số Cáceres | Dân số Cáceres | Dân số Cáceres | Dân số Cáceres | Dân số Cáceres | Dân số Cáceres | Dân số Cáceres | Dân số Cáceres | Dân số Cáceres |
| -------------- | -------------- | -------------- | -------------- | -------------- | -------------- | -------------- | -------------- | -------------- | -------------- |
| 1857           | 1887           | 1900           | 1910           | 1920           | 1930           | 1940           | 1950           | 1960           | 1970           |
| 14.555         | 14.880         | 16.933         | 17.910         | 23.563         | 25.869         | 39.392         | 45.429         | 48.005         | 56.064         |
| 1981           | 1991           | 2001           | 2002           | 2003           | 2004           | 2005           | 2006           | 2007           |                |
| 71.852         | 84.319         | 82.034         | 84.439         | 87.088         | 88.245         | 89.029         | 90.218         | 90.802         |                |

## Thành phố kết nghĩa
- Santiago de Compostela (Tây Ban Nha)
- La Roche-sur-Yon (Pháp)
- Castelo Branco và Portalegre (Bồ Đào Nha)

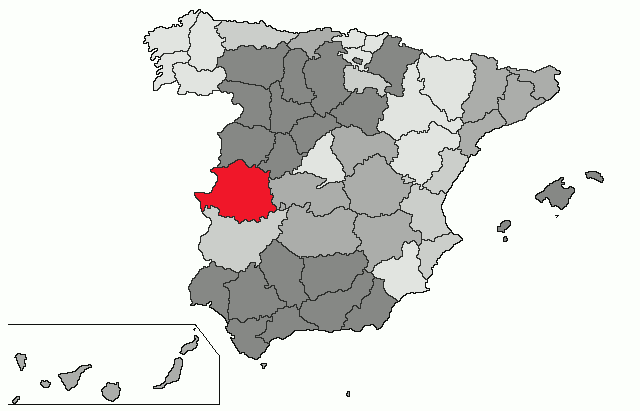
Localización de la provincia de Alicante en España

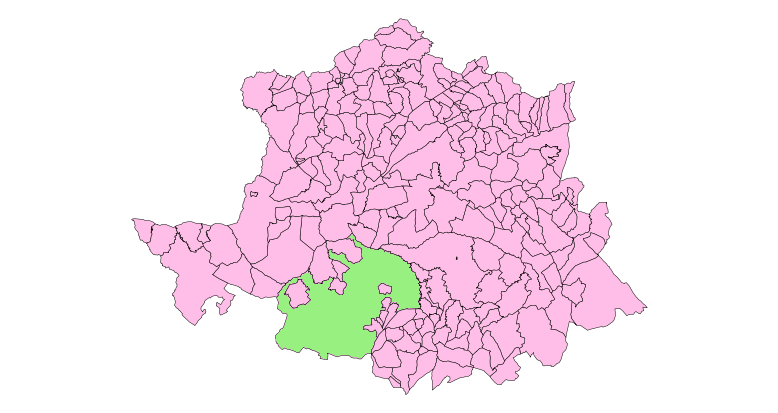

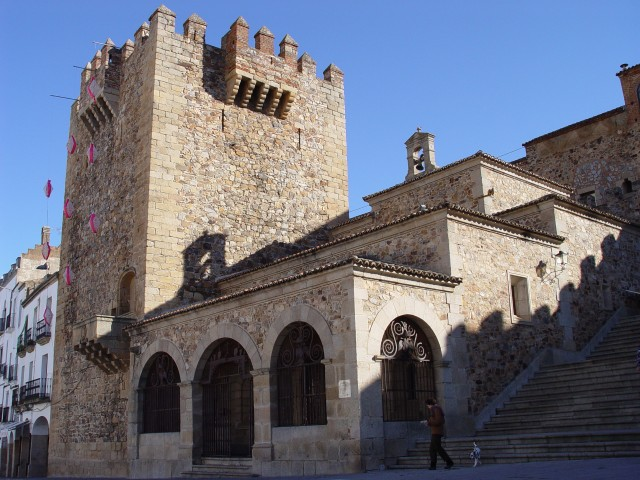

- Piano di Sorrento (Ý)